# Egotismo
El término egotismo (del latín "ego" que significa "yo" y de "ismo" que hace alusión a la "práctica de"), puede ser identificado con el concepto de excesiva importancia concedida a sí mismos y a las propias experiencias vitales. Se trata, en suma, de la tendencia a hablar o escribir de modo excesivo sobre sí.
En el castellano la voz "egoísmo" se registra sólo desde 1786, aunque se documenta por primera vez en 1722, en un escrito de C.M Pfaff en latín "Oratio de egoismo, nova philosophia haeresi." En francés consta desde 1755 y desde 1762 en italiano. Parecidos registros y fechas corresponden a su correlato "egoísta". Otras fuentes señalan que la palabra fue difundida en Europa por Stendhal, que tituló precisamente uno de sus libros de memorias Recuerdos de egotismo (1832, pero publicado en 1892). Sin embargo, goza de poca raigambre en el contexto hispánico, reducido su uso fundamentalmente a la literatura.
El término «egotismo», si bien usado frecuentemente como sinónimo de «egoísmo», no debe equipararse a este, como apunta Ayn Rand en la introducción a El manantial (1968).
Según dicha autora, la diferencia estribaría en que el egotismo se basa en un intercambio más o menos parejo de valores, mientras que el egoísmo —al igual que su contrario, el altruismo— pertenecería a una situación bastante más dispareja entre lo que uno da y lo que recibe.